# Prințesa Alexandrine a Prusiei
Alexandrine, Mare Ducesă de Mecklenburg-Schwerin (23 februarie 1803 – 21 aprilie 1892) a fost fiica regelui Frederic Wilhelm al II-lea al Prusiei și a reginei Frederica Louisa de Hesse-Darmstadt. Prin căsătoria cu Paul Frederick, Mare Duce de Mecklenburg-Schwerin a devenit Mare Ducesă de Mecklenburg-Schwerin.

## Arbore genealogic
1. ↑  „Prințesa Alexandrine a Prusiei”, Gemeinsame Normdatei, accesat în 31 martie 2015